# The Spider and the Rose

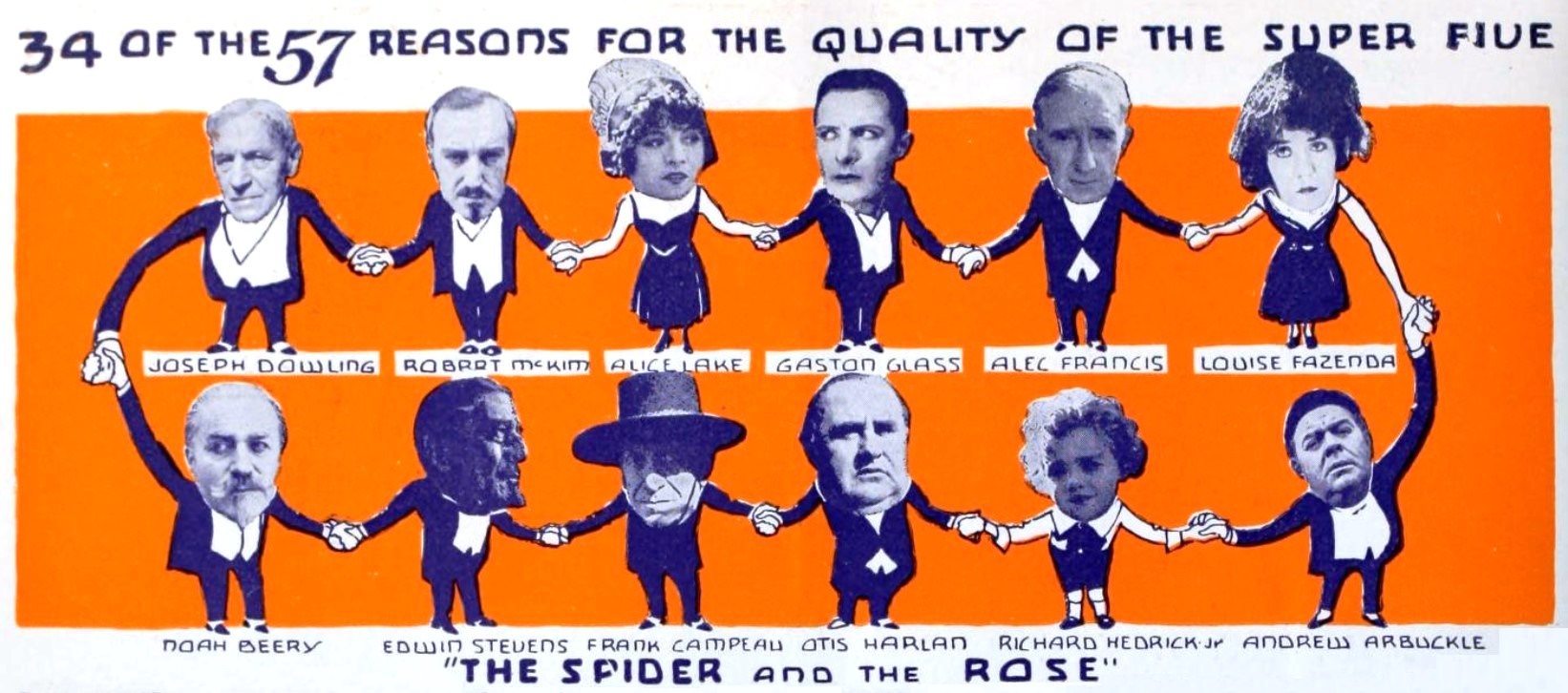
Propaganda de la pel·lícula indicant el seu repartiment

The Spider and the Rose és una pel·lícula muda dirigida per John McDermott i interpretada per Alice Lake, Richard Headrick i Gaston Glass entre d'altres. La pel·lícula es va estrenar el 15 de febrer de 1923.

## Argument
La història té lloc al sud de Califòrnia durant la dominació mexicana. Don Marcello, fill del governador del territori torna a casa per trobar que Mendozza, el secretari del seu pare, l'ha desposseït del seu càrrec i ha sollevat els ànims de la facció revolucionària. Don Marcello s'afilia també als revolucionaris que desbanquen Mendozza i restitueixen el governador.

## Repartiment
- Alice Lake (Paula)
- Richard Headrick (Don Marcelo de nen)
- Gaston Glass (Don Marcelo)
- Joseph J. Dowling (el governador)
- Noah Beery (mestre Renaud)
- Alec B. Francis (bon pare)
- Robert McKim (Mendozza)
- Otis Harlan (el secretari)
- Frank Campeau (Don Fernando)
- Andrew Arbuckle (el capellà)
- Louise Fazenda (Dolores)
- Edwin Stevens (bisbe Oliveros)
- Hector Sarano